# Szathmári Sándor (író)
Szathmáry Sándor (Gyula, 1897. június 19. – Budapest, 1974. szeptember 27.) magyar gépészmérnök, író, publicista, műfordító, eszperantista; a Bartha Miklós Társaság ügyvezető elnöke. Írói neve Szathmári Sándor volt.
Nagyapja Szathmáry Pál debreceni asztalosmester.
Apja, Szathmáry Sándor, állami tisztviselő, anyja, Losonczy-Szijjártó Margit, szeghalmi patikuscsaládból származott.

## Élete
(Tófalvi Éva tanulmánya alapján.)
A 11 Szathmáry testvérből 7 érte meg a felnőttkort.
Apja tisztsége miatt gyakran kényszerültek költözni: Szombathely, Alsókubin, Sepsiszentgyörgy, majd Lugos voltak a fiatal Szathmáry gyermekkorának színhelyei.
Sokat betegeskedett. Állandó torokgyulladással, arcüreggyulladással küszködött, tífusza is volt.
Éleselméjű gyerek volt, különösen matematikából jeleskedett. Elemiben az első héten magától megoldotta tankönyve összes feladatát. Nagyon jó volt fizikából és kémiából is.
Több mechanikai játékát maga készítette, sőt, képzeletében matematikai alapműveleteket elvégző számológépet is kitalált. Mindezt a XX. század első évtizedében.
Irodalomtanára Vajthó László volt.
Szathmáry Lugoson érettségizett, 1915-ben.
Ekkor jelentkezett a Műegyetem gépészmérnöki karára.
1917-ben ismerte meg Karinthy Frigyes műveit, majd – hívőként – a keresztény-szocialista eszmékért lelkesedett.
1919-ben a Tanácsköztársaság kitörése után el akarta hagyni Budapestet; visszatért Lugosra, amit ekkor már elcsatoltak a Magyar Királyságtól.
„A hazát nagyapám felvilágosításai alapján kezdtem megismerni, mint az élet nagy csapását, amely vagy az ellenséggel lövet főbe, vagy maga végzi el.”
Szathmáry egy olyan nyelv kialakításán gondolkodott, amely – szerinte – megszüntethetné a nemzeti ellentéteket. Ekkor került kezébe egy eszperantó nyelvtan, amitől hamar fellelkesült, és komoly ismerője lett. Később a Magyar Eszperantó Szövetség egyik vezetője lett.
Megszervezte a Széchenyi Kört.
Technikusként kezdett dolgozni, hogy segíthesse családját.
Míg a háború alatt hatszor is alkalmatlannak találták, a románok elsőre behívták. Ekkor döntött úgy, hogy végleg hazatér; 1921 tavaszán visszatért, és nagy nélkülözések mellett folytatta tanulmányait.
Belépett a SZEFHE (Székely Egyetemi és Főiskolai Hallgatók Egyesülete) egyesületébe.
1923-ban meghalt apja.
Szathmáry két idősebb testvére halála után ő maradt a legnagyobb gyerek, akinek gondoskodnia kellett iskolás testvéreiről.
1924-től Szathmáry a MÁVAG-ban dolgozott, mint mérnök.
1926-ban tette le utolsó szigorlatát és szerezte meg diplomáját.
A húszas évek közepén Szabó Dezső műveiért lelkesedett.
Szathmáry a harmincas évek elején még szimpatizált a kommunista eszmékkel, ám 1948-ban végleg szakított azokkal.
1932-től 1933-ig a Bartha Miklós Társaság ügyvezető elnöke volt.
Karinthy hatása alatt kezdett írni.
„Karinthy nekem szellemi apám volt, az egyetlen magyar író, akinek az írás nem mesemondás volt, hanem eszköz az elsikkadt, agyonhínározott valóság felszínre búvárkodásához…”
Szathmáry 1932-ben kezdte el élete főművét, a Hiába trilógiát. Múlt, Jelen és Jövő lett a három rész címe, amiket 1935-ben fejezett be.
A trilógiából csak a Hiába, és az is csak hat évtized után jelenhetett meg.
Az utópiában pontosan megjövendöli a második világháború kitörésének évét, a szocializmus diktatúráját, és a XXI. század elejét, ahol „élproletárok” minden luxussal felszerelt villái állnak.
Olyan találmányokat írt meg előre, mint a gyanús elemeket lehallgató miniatűr rádióadó; bénító sugár, melyekkel tüntetőket hatástalanítanak; hangírógép.
A könyv jóval Orwell Állatfarm-ja és 1984 regénye előtt keletkezett, sőt, Szathmáry Aldous Huxley Szép új világát sem ismerhette még akkor.
Valószínűleg Szathmáry alkalmazta először az „izombuta” kifejezést a ma már sajnos jól ismert embertípusra.
Látván nem látnak c. könyve Jézusról szól.
„A szeretet mindannyiunknak jó és hasznos megoldás. Soha, semmiféle új uralkodó, vagy új társadalmi rendszer nem enyhíti a szenvedéseket. Saját természetünknek kell változnia.”
A Kazohinia először 1941-ben, erősen cenzúrázott változatban jelent meg Gulliver utazása Kazohiniában címmel. A második 1946-os kiadás tartalmazza a háborús cenzúra miatt kimaradt részeket, s egy új fejezetet: A szegény csepűrágó dalát, melyet a későbbi kiadásokból már kihagytak. A harmadik, 1957-es kiadáson is módosított. Az 1972-es és az 1980-as kiadás a harmadikkal azonos.
A Kazohinia megjelent eszperantó és angol nyelven is.

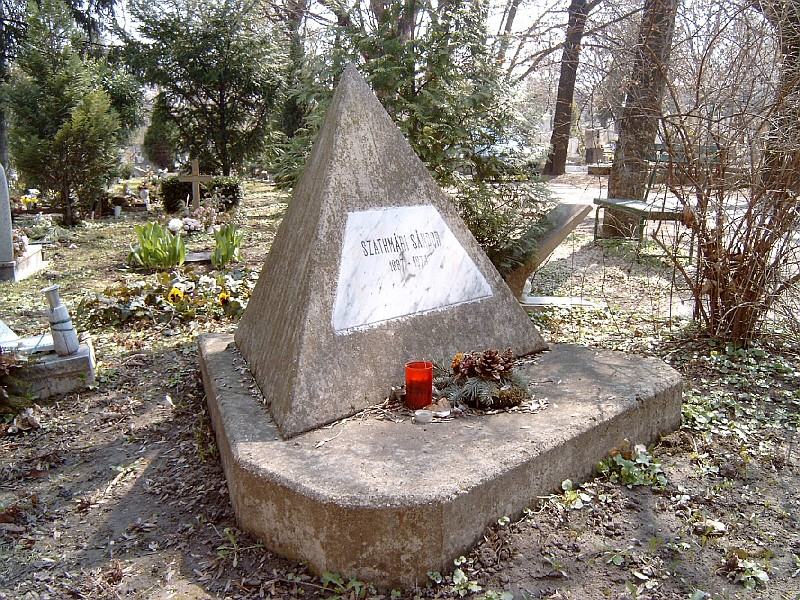
Szathmári Sándor sírja Budapesten. Farkasréti temető: 32/1-1-sarok

1958-ban Tamkó Sirató Károly (kollégiumi társa és barátja) pert indított Szathmáry ellen, avval, hogy ő, mármint Tamkó írta volna a Kazohinia egy részét. Ennek előzménye az volt, hogy Szathmáry még 1936-ban kérte barátját hogy az adassa ki művét.
Tamkó a pert elvesztette.
A döntő bizonyíték egyébként – végszükség esetén – a Hiába kézirata lehetett volna, ám avval nem lett volna okos dolog előhozakodni, mivel a mű rendkívüli veszélyt jelenthetett volna a diktatúra „tekintélyére”. A szocialista kultúrpolitika azt terjesztette, hogy az író maga semmisítette meg „gyenge” művének mindhárom kötetét.
Ugyanezekben az években – a Hiába lappangása idején – Orwell legnagyobb sikereit aratta említett műveivel.
Szathmáry 1957-ben, hatvanéves korában főmérnökként ment nyugdíjba a MÁVAG-ból.
A szocializmusban még nem, '89 után már nem ismerték, ismerik, máig nem került méltó helyére a magyar irodalomban.

## Művei

### Magyar nyelven

Kazohinia című könyvének borítóján. A kép látható az 1972-es és 1980-as kiadás fedelén is (Csigó László felvétele)

- Látván nem látnak (1931–1936 körül), kézirat
- Gulliver utazása Kazohiniában (1941); Kazohinia (1946, 1957, 1972, 1980, 2008)
- Gépvilág és más fantasztikus történetek (1972)[1] A Gépvilág második (1989-es) kiadása tartalmazza A szegény csepűrágó dalát, mely a Kazohinia utólag megírt, utolsó fejezete.
- Gépvilág és más fantasztikus elbeszélések; szerk., utószó Benczik Vilmos; 2. bőv. kiad.; Eszperantó Szövetség, Bp., 1989
- Misztikus mélység. Válogatott novellák; vál., ford., szerk., utószó Bennó Pál; Katalizátor Iroda, Bp., 1991
- Hiába. Jövő. Regény; szöveggond., utószó Tófalvi Éva; Szépirodalmi, Bp., 1991
- Hogy is volt tehát? Emlékiratok (cc1970), kézirat

### Eszperantó nyelven
- Vojaĝo al Kazohinio (1958); Kazohinia
- Maŝinmondo kaj aliaj noveloj (1964); Gépvilág
- Perfekta civitano (1988); A tökéletes alattvaló
- Kain kaj Abel (1977); Káin és Ábel

### Műfordítások
- Cezaro Rossetti: Kredu min, sinjorino!; Tréfán kívül (1958)

## Film
- Kazo az IMDb-n (1997)